# Жуково (Белгородская область)
Жуково — село в Алексеевском районе (городском округе, с 2018) Белгородской области, центр Жуковского сельского поселения.

## Описание
Расположено в восточной части области, в 23 км к югу от районного центра, города Алексеевки. 
| 1859 | 1897  | 2002 | 2010 |
| ---- | ----- | ---- | ---- |
| 1138 | ↘1087 | ↘379 | ↘327 |

Улицы и переулки
| - ул. Заречная - ул. Солнечная - ул. Центральная |

## История
Село Жуково было основано во времена Екатерины II малороссами, бежавшими из Черкасс. Изначально селение называлось слободой Нагольной.
Упоминается в Памятной книжке Воронежской губернии за 1887 год как «слобода Нагольная (Жуков)» Наголенской волости Бирюченского уезда. Число жителей обоего пола — 879, число дворов — 153.

## Образование
В селе действует Муниципальное бюджетное общеобразовательное учреждение «Жуковская средняя общеобразовательная школа».

## Религия
Жуково относится к Валуйско-Алексеевской епархии.
В селе действует храм Рождества Пресвятой Богородицы.

### Памятники и мемориалы
Братская могила советских воинов, погибших в боях с фашистскими захватчиками в 1943 году.